# Xã Weber, Quận Sargent, Bắc Dakota
Xã Weber (tiếng Anh: Weber Township) là một xã thuộc quận Sargent, tiểu bang Bắc Dakota, Hoa Kỳ. Năm 2010, dân số của xã này là 73 người.